# CEVA Logistics
CEVA Logistics è una società internazionale di trasporti e logistica attiva in oltre 170 paesi e impiega oltre 50.000 persone.

## Storia
CEVA Logistics è una società internazionale di trasporti e logistica attiva in 160 paesi, con un fatturato di 7 miliardi di dollari. La sua sede è a Marsiglia, in Francia, ed è stata fondata nel 2007, come fusione di TNT Logistics e EGL Eagle Global Logistics. Nel 2021, CEVA conta 78.000 dipendenti.
Nell’Aprile 2018 CEVA Logistics ha annunciato l’intenzione di promuovere una IPO. Come intermediari dell'operazione di collocamento sono stati nominati Credit Suisse e Morgan Stanley, con il supporto di Deutsche Bank, UBS, Berenberg e HSBC. Il 4 maggio 2018, CEVA ha iniziato le negoziazioni sul SIX Swiss Exchange.
Nell’Aprile 2019, CEVA Logistics viene acquisita da CMA CGM Group, una società francese leader a livello mondiale per il trasporto marittimo. Dopo l'acquisizione, CMA CGM Group detiene il 97,89% delle azioni in circolazione e dei diritti di voto di CEVA.
Nel gennaio 2020, Mathieu Friedberg è stato annunciato come CEO di CEVA Logistics.
A metà giugno 2020, CEVA Logistics lancia un piano di espansione nel mercato africano.

## Italia
In Italia, CEVA opera in quattro linee di business e offre una vasta gamma di soluzioni e servizi per la contract logistics, le spedizioni internazionali, i trasporti aerei, marittimi e via terra.
Nel 2019, Christophe Boustouller è stato annunciato come CEO di CEVA Logistics Italia.

## Sponsorizzazioni
Dal 26 gennaio 2022, CEVA Logistics è sponsor della Scuderia Ferrari attraverso un accordo pluriennale. L'accordo non riguarderà solo la Formula 1, ma anche le Competizioni GT e il Ferrari Challenge.

## Curiosità
Il nome "CEVA" è ispirato al matematico italiano del XVII secolo Giovanni Ceva, noto per il Teorema di Ceva sulla geometria dei triangoli. Nel logo dell'azienda c'è infatti un triangolo .